# Virola venosa
Virola venosa (Benth.) Warb. è un albero della famiglia Myristicaceae originario del sud-America.

## Descrizione
Si presenta come un albero che cresce fino a 35 metri di altezza.
Il frutto, ellissoidale/sub-globulare, è lungo dai 19 ai 22 millimetri, largo dai 16 ai 18 mm.

## Biochimica
Parti della pianta contengono triptammine.